# Блейн (округ, Оклахома)
Округ Блейн — округ в штате Оклахома, США. Население округа на 2000 год составляло 11 976 человек. Административный центр округа — город Уатонга.

## География
Округ имеет общую площадь 2432 км², из которых 2405 км² приходится на сушу, и 27 км² (1,11 %) — на воду.

### Основные автомагистрали
- Автомагистраль 270/Автомагистраль 281

### Соседние округа
- Мейджор (север)
- Кингфишер (восток)
- Канейдиан (юго-восток)
- Каддо (юг)
- Кастер (юго-запад)
- Дьюи (северо-запад)

### Населённые пункты
| - Кантон - Гири - Гринфилд - Хитчкок | - Хайдро - Лонгдейл - Окин - Уатонга |